# Farrtjärnarna
Farrtjärnarna är två sjöar i Härjedalen:
- Farrtjärnarna (Tännäs, Härjedalen), sjö i Härjedalens kommun, 62°40′18″N 12°09′04″Ö / 62.6716°N 12.1511°Ö
- Farrtjärnarna, Härjedalen, sjö i Härjedalens kommun, 62°40′03″N 12°08′47″Ö / 62.6675°N 12.1465°Ö (11,1 ha)